# Prima Ligă din Cehia
Prima Ligă din Cehia este cea mai importantă competiție fotbalistică din Cehia. Liga are 16 echipe. La sfârșitul fiecărui sezon, ocupantele primelor două poziții în clasament se califică în Liga Campionilor, locul 3 (împreună cu câștigătoarea Cupei Cehiei) evoluează în Europa League, iar ocupantele ultimelor două locuri retrogradează în a doua ligă cehă.

## Clasamentul UEFA
Coeficientul UEFA pe 2020
- 13  (16)  Superliga Daneză
- 14  (13)  Gambrinus Liga
- 15  (18)  Prima Divizie Cipriotă
- 16  (20)  Prima Ligă Scoțiană
- 17  (14)  Superliga Greacă
- 18  (19)  Superliga Serbiei

## Echipele sezonului 2021-2022
| Cluburi Sportive | Cluburi Sportive | Cluburi Sportive | Cluburi Sportive |
| ---------------- | ---------------- | ---------------- | ---------------- |
| Ostrava          | Bohemians 1905   | Budějovice       | Hradec           |
| Jablonec         | Karvina⁠(d)       | Mladá            | Pardubice        |
| Olomouc          | Slavia Praga     | Slovácko         | Liberec          |
| Sparta Praga     | Teplice          | Plzeň            | Zlín             |

## Echipele în top 3
| Sezon | Campioană | Locul 2 | Locul 3 | Sezon | Campioană | Locul 2 | Locul 3 |

| 2024 | Sparta Praga | Slavia Praga | Plzeň        | 2025 | Slavia Praga | Plzeň        | Ostrava      |
| 2022 | Plzeň        | Slavia Praga | Sparta Praga | 2023 | Sparta Praga | Slavia Praga | Plzeň        |
| 2020 | Slavia Praga | Plzeň        | Sparta Praga | 2021 | Slavia Praga | Sparta Praga | Jablonec     |
| 2018 | Plzeň        | Slavia Praga | Jablonec     | 2019 | Slavia Praga | Plzeň        | Sparta Praga |
| 2016 | Plzeň        | Sparta Praga | Liberec      | 2017 | Slavia Praga | Plzeň        | Sparta Praga |
| 2014 | Sparta Praga | Plzeň        | Mladá        | 2015 | Plzeň        | Sparta Praga | Jablonec     |
| 2012 | Liberec      | Sparta Praga | Plzeň        | 2013 | Plzeň        | Sparta Praga | Liberec      |
| 2010 | Sparta Praga | Jablonec     | Ostrava      | 2011 | Plzeň        | Sparta Praga | Jablonec     |
| 2008 | Slavia Praga | Sparta Praga | Ostrava      | 2009 | Slavia Praga | Sparta Praga | Liberec      |
| 2006 | Liberec      | Mladá        | Slavia Praga | 2007 | Sparta Praga | Slavia Praga | Mladá        |
| 2004 | Ostrava      | Sparta Praga | Olomouc      | 2005 | Sparta Praga | Slavia Praga | Teplice      |
| 2002 | Liberec      | Sparta Praga | Žižkov       | 2003 | Sparta Praga | Slavia Praga | Žižkov       |
| 2000 | Sparta Praga | Slavia Praga | Drnovice     | 2001 | Sparta Praga | Slavia Praga | Olomouc      |
| 1998 | Sparta Praga | Slavia Praga | Olomouc      | 1999 | Sparta Praga | Teplice      | Slavia Praga |
| 1996 | Slavia Praga | Olomouc      | Jablonec     | 1997 | Sparta Praga | Slavia Praga | Jablonec     |
| 1994 | Sparta Praga | Slavia Praga | Ostrava      | 1995 | Sparta Praga | Slavia Praga | Brno         |

## Titluri pe cluburi
Procentul de titluri câștigate de club
     Sparta Praga – 14 (43,75%)
     Slavia Praga – 8 (25%)
     Viktoria Plzeň – 6 (18,75%)
     Slovan Liberec – 3 (9,38%)
     Baník Ostrava – 1 (3,12%)
| Club Sportiv | 1 | Ultima oară | 2 | Ultima oară | 3 | Ultima oară |

| Sparta Praga | 14 | 2024 | 10 | 2021 | 4 | 2022 |
| Slavia Praga | 8  | 2025 | 13 | 2024 | 2 | 2006 |
| Plzeň        | 6  | 2022 | 5  | 2025 | 3 | 2024 |
| Liberec      | 3  | 2012 | -  | -    | 3 | 2016 |
| Ostrava      | 1  | 2004 | -  | -    | 4 | 2025 |
| Jablonec     | -  |      | 1  | 2010 | 6 | 2021 |
| Olomouc      | -  |      | 1  | 1996 | 3 | 2004 |
| Mladá        | -  |      | 1  | 2006 | 2 | 2014 |
| Teplice      | -  |      | 1  | 1999 | 1 | 2005 |
| Žižkov       | -  |      | -  |      | 2 | 2003 |
| Brno         | -  |      | -  |      | 1 | 1995 |
| Drnovice     | -  |      | -  |      | 1 | 2000 |

## Titluri pe orașe
| Regiune | Orașul  | Titluri | Cluburi                             |
| ------- | ------- | ------- | ----------------------------------- |
| Boemia  | Praga   | 22      | Sparta Praga (14), Slavia Praga (8) |
| Boemia  | Plzeň   | 6       | FC Viktoria Plzeň (6)               |
| Boemia  | Liberec | 3       | FC Slovan Liberec (3)               |
| Silezia | Ostrava | 1       | FC Banik Ostrava (1)                |